# Luidia barbadensis
Luidia barbadensis är en sjöstjärneart som beskrevs av Perrier 1881. Luidia barbadensis ingår i släktet Luidia och familjen sprödsjöstjärnor. Inga underarter finns listade i Catalogue of Life.